# Камілев (Кутновський повіт)
Камілев (пол. Kamilew) — село в Польщі, у гміні Бедльно Кутновського повіту Лодзинського воєводства.
Населення — 91 особа (2011).
У 1975-1998 роках село належало до Плоцького воєводства.

## Демографія
Демографічна структура станом на 31 березня 2011 року:
|          | Загалом | Допрацездатний вік | Працездатний вік | Постпрацездатний вік |
| -------- | ------- | ------------------ | ---------------- | -------------------- |
| Чоловіки | 43      | 9                  | 32               | 2                    |
| Жінки    | 48      | 7                  | 28               | 13                   |
| Разом    | 91      | 16                 | 60               | 15                   |